# Store Trolltind
Store Trolltind és una muntanya del municipi de Rauma, al comtat de Møre og Romsdal, Noruega. El pic separa la vall de Romsdal i és considerat el penya-segat més alt d'Europa amb 1.788 metres de desnivell. El riu Rauma i l'autopista E136 es troben l'est de la munyanya. El pic Trollryggen es troba a uns 700 metres cap al sud.
L'accés més fàcil al cim és a peu des de l'aparcament a Trollstigen uns 5 quilòmetres al sud-oest. Directament sota del cim, es podria preferir fer escalada per superar més ràpid l'última pujada.